# Cantón de Sigoulès
El cantón de Sigoulès era una división administrativa francesa, que estaba situada en el departamento de Dordoña y la región de Aquitania.

## Composición
El cantón estaba formado por quince comunas:
- Cunèges
- Flaugeac
- Gageac-et-Rouillac
- Gardonne
- Lamonzie-Saint-Martin
- Mescoules
- Monbazillac
- Monestier
- Pomport
- Razac-de-Saussignac
- Ribagnac
- Rouffignac-de-Sigoulès
- Saussignac
- Sigoulès
- Thénac

## Supresión del cantón de Sigoulès
En aplicación del Decreto n.º 2014-218 de 21 de febrero de 2014, el cantón de Sigoulès fue suprimido el 22 de marzo de 2015 y sus 15 comunas pasaron a formar parte; trece del nuevo cantón de Sur de Bergerac y dos del nuevo cantón de País de la Force.